# Espas
Espas är en kommun i departementet Gers i regionen Occitanien i sydvästra Frankrike. Kommunen ligger i kantonen Nogaro som tillhör arrondissementet Condom. År 2022 hade Espas 132 invånare.

## Befolkningsutveckling
Antalet invånare i kommunen Espas
Referens:INSEE